# 브라우니 (민속)

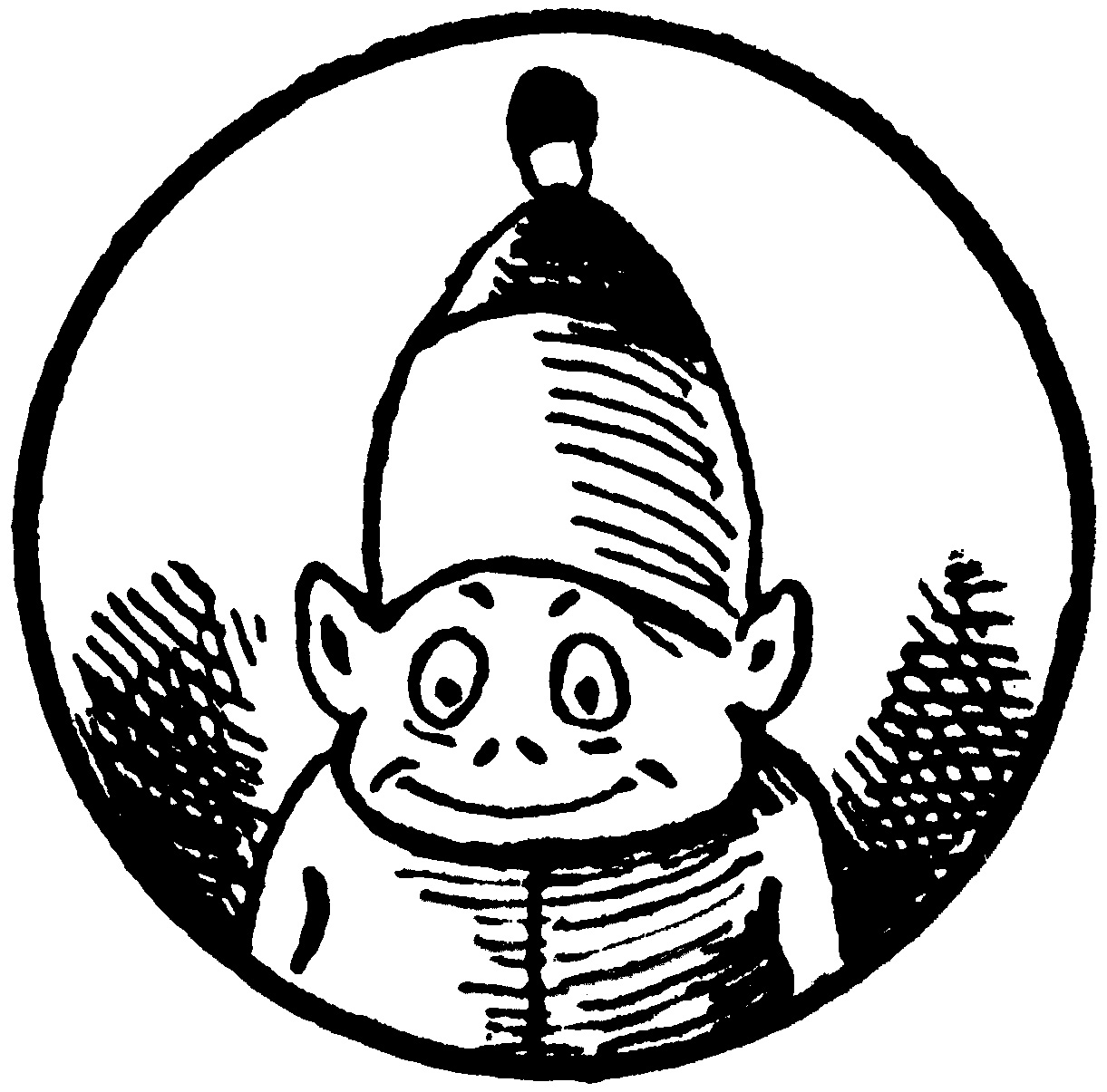

브라우니(Brownie)는 스코틀랜드 전설에서 밤에 나타나서 몰래 농가의 일을 도와준다는 작은 요정이다. 영국과 스코틀랜드의 민담에 나오는 작고 부지런한 요정 혹은 꼬마 도깨비. 해리포터에 나오는 집요정의 모델이다.
브라우니는 작고 부지런하다. 사람들 눈에 잘 띄지는 않지만 집이나 헛간에 살면서 밤중에 청소를 하거나 집안일을 해 그 소리를 쉽게 들을 수 있다. 간혹 장난을 치느라 방을 어지럽히기도 했다. 때로는 떼지어 붕붕거리는 벌떼들을 조용히 시키는 일도 했다.
브라우니는 크림이나 빵·우유 등을 좋아해 브라우니와 함께 사는 인간들은 이것들을 브라우니의 몫으로 남겨두어야 했다. 브라우니는 다른 선물을 좋아하지 않는다고 한다. 예를 들면 만약 브라우니에게 옷이 생기면 그것을 입고 사라져 다시는 돌아오지 않는다고 알려져 있다.